# Michael Steinbinder
Michael Steinbinder (* 18. Oktober 1894 in München; † nach 1948) war ein deutscher paramilitärischer Aktivist, SS-Führer, zuletzt im Rang eines SS-Obersturmführers. Er wurde bekannt als der Chauffeur von Adolf Hitler und des Reichsschatzmeisters Franz Xaver Schwarz.

## Leben und Tätigkeit

### Frühe Jahre und Erster Weltkrieg
Steinbinder war der Sohn eines Bahnarbeiters. In seiner Kindheit besuchte er die Volksschule. Anschließend durchlief er eine Ausbildung zum Klempner: Er durchlief eine Lehre in einer Klempnerei und besuchte eine Klempnerfachschule.
Wenige Wochen nach dem Beginn des Ersten Weltkrieges wurde Steinbinder im Oktober 1914 zum 4. Chevauleger-Regiment eingezogen. Am 12. Februar 1915 kam er an die Westfront. Anschließend nahm er knapp dreieinhalb Jahre lang, bis Oktober 1918, aktiv am Krieg teil. Im Januar 1917 wurde er nach Mazedonien versetzt. Dort meldete er sich nach Palästina, wo er bis zum Zusammenbruch der Palästinafront im Jahr 1918 kämpfte. Am 18. Oktober 1918 geriet Steinbinder in britische Kriegsgefangenschaft. Von November 1918 bis März 1919 wurde er auf der Insel Principe im Marmarameer interniert.
Nach seiner Entlassung aus der Gefangenschaft kehrte Steinbinder im März 1919 nach Deutschland zurück und wurde am 21. April 1919 aus dem Heeresdienst entlassen.
Während des Krieges wurde er mit dem Eisernen Kreuz II. Klasse, dem Bayerischen Verdienstkreuz, dem Sächsischen Kriegsverdienstkreuz und dem Türkischen Halbmond ausgezeichnet.

### Engagement in der frühen NS-Bewegung
Politisch orientierte Steinbinder sich rasch an der extremen politischen Rechten: 1920 fand er Anschluss an die Nationalsozialistische Deutsche Arbeiterpartei (NSDAP), in die er im Oktober 1920 eintrat. Am 17. Oktober 1920 wurde er zudem Mitglied der Sturmabteilung (SA), der Saalschutztruppe der Partei.
Im Sommer 1923 wurde Steinbinder Mitglied des Stoßtrupps Adolf Hitler, einer Spezialformation der SA, die als Vorläuferin der Schutzstaffel (SS) gilt.
Mit dem Stoßtrupp Adolf Hitler nahm Steinbinder am 8. und 9. November 1923 am gescheiterten Hitler-Putsch, einem Versuch der Nationalsozialisten, die Macht im Staat gewaltsam zu übernehmen, teil. Nach der Niederschlagung des Putsches durch die Polizei wurde Steinbinder verhaftet.
Im April 1924 wurde Steinbinder zusammen mit mehr als dreißig anderen Personen (größtenteils Angehörige des Stoßtrupps Adolf Hitler) wegen seiner Teilnahme an dem Umsturzversuch von 1923 im Zuge des sogenannten „kleinen“ Hitler-Putsch-Prozesses vor dem Münchener Volksgericht I wegen Beihilfe zum Hochverrat angeklagt. Er wurde für schuldig befunden und wie alle Verurteilten dieses Prozesses zu einer Haftstrafe von fünfzehn Monaten verurteilt. Wie die anderen Angeklagten musste er nur etwa fünf Monate seiner Strafe absitzen, der Rest der Strafe wurde ihm auf Bewährung erlassen. Zur Verbüßung seiner Strafe wurde Steinbinder auf die Festung Landsberg verbracht. Dort gehörte er zu einer Häftlingsgemeinschaft von etwa 30 Putschteilnehmern, darunter Adolf Hitler, die während des Jahres 1924 hier ihre Strafen absitzen mussten.

### Tätigkeit in der neugegründeten NSDAP
Nach der Neugründung der NSDAP im Frühjahr 1925 trat Steinbinder der Partei erneut bei. Sein offizielles Eintrittsdatum wurde auf den 21. September 1925 festgelegt (Mitgliedsnummer 18.851). Zu dieser Zeit wurde Steinbinder als Kraftwagenführer Angestellter bei der Reichsleitung der NSDAP, was er knapp zehn Jahre, bis 1935, blieb. Seit Mai 1930 wurde er als Angestellter der Reichsleitung der NSDAP als persönlicher Kraftfahrer des Reichsschatzmeisters der NSDAP, Franz Xaver Schwarz, verwendet.
1931 wurde Steinbinder Mitglied der SS (SS-Nr. 1.331). In dieser Organisation wurde er nacheinander zum Scharführer (26. Oktober 1931), Truppführer (11. April 1932), Sturmführer (4. Mai 1933) und Obersturmführer (9. November 1933) befördert. In der SS war er formal der 1. SS-Standarte in München mit einer „z. V.“-Stellung zugeteilt.
Am 23. Februar 1935 ging ein anonymer Brief bei der Reichsleitung der NSDAP ein, der Steinbinder bezichtigte, zusammen mit seiner Frau über seinen Vorgesetzten, den Reichsschatzmeister der NSDAP Schwarz und dessen Frau geschimpft zu haben. Der Brief wurde dem Reichsschatzmeister vorgelegt, der Steinbinder versicherte, dass er die Sache nicht ernst nehme. Dennoch wurde Steinbinder am nächsten Tag, dem 24. Februar 1935, zusammen mit seiner Frau im Parteihauptquartier der NSDAP von einer Gruppe von Gestapobeamten unter Führung von Heinrich Himmler persönlich verhaftet. Steinbinder wurde anschließend vier Wochen lang als Schutzhaftgefangener im Gefängnis Stadelheim festgehalten. Als er sich nach seiner Freilassung bei Schwarz zurückmeldete, wurde er von diesem zurückgewiesen und am selben Abend erneut verhaftet und wieder nach Stadelheim gebracht, wo er nun bis zum 13. August 1935 gefangen gehalten wurde. Während seiner Haft wurde Steinbinder innerhalb der SS durch Himmler persönlich degradiert. Aus der NSDAP wurde er am 31. Dezember 1935 ausgeschlossen, da er sich zeitweise in Schutzhaft befunden hatte.
Bei seiner Entlassung aus dem Gefängnis Stadelheim erhielt Steinbinder die Anweisung, sich beim Geheimen Staatspolizeiamt in Berlin als Fahrer zu melden. Da bei Steinbinders Ankunft keine Stelle dort frei war, fuhr er zurück nach München. Nachdem Schwarz ihn dort wieder sah, veranlasste er Steinbinders erneute Berufung nach Berlin. Daraufhin wurde er am 1. November 1935 endgültig beim Geheimen Staatspolizeiamt als Kraftfahrer angestellt. Er wurde somit von der Reichsleitung der NSDAP in München zur Geheimen Staatspolizei in Berlin versetzt. Aufgrund der Einstellung von Schwarz gegen ihn erhielt er außerdem das Verbot auferlegt, Bayern zu betreten.
In den folgenden Jahren war Steinbinder als Kraftwagenführer bei der Abteilung IV des Geheimen Staatspolizeiamtes beschäftigt und dort in der Fahrdienstleitung verwendet. Innerhalb der SS wurde Steinbinder mit Wirkung zum 20. Juni 1936 zum Führer im SD-Hauptamt ernannt. Später war Steinbinder Kriminalangestellter bei der Stapo in Innsbruck.
Als frühes Parteimitglied der NSDAP war Steinbinder Inhaber des Goldenen Ehrenzeichens. Für seine Teilnahme am Hitler-Putsch erhielt er außerdem den Blutorden verliehen.

### Nachkriegszeit
Nach dem Zweiten Weltkrieg nahm Steinbinder als Zeuge an mehreren Spruchkammerverfahren gegen prominente NS-Führer teil: 1947 stellte er sich als Zeuge für das Spruchkammerverfahren gegen Franz Xaver Schwarz zur Verfügung, an dem er, als dieses 1948 – Schwarz starb im Dezember 1947 – postum durchgeführt wurde, tatsächlich als Belastungszeuge teilnahm. Am 5. April 1949 wurde Steinbinder dann im Zuge des Spruchkammerverfahrens gegen den ehemaligen Führer der Münchener SS-Standarte, Heinrich Höflich, als Zeuge vernommen.

## Ehe und Familie
Steinbinder heiratete am 31. März 1928 Wally Rasch (* 8. Oktober 1904 in München). Er hatte einen Sohn (* 18. Juli 1920) und eine Tochter (* 28. Juni 1928). Den Sohn gab er später in eine Napola.

## Archivarische Überlieferung
Im Berliner Bundesarchiv haben sich im Bestand des ehemaligen Berlin Document Center einige Personalunterlagen zu Steinbinder erhalten, darunter eine Akte mit Parteikorrespondenz (PK L 444, Bilder 41–60).